# Mammuthus imperator
O Mamute Imperial (Mammuthus imperator) foi uma das maiores espécies conhecidas de mamutes existentes na América do Norte, medindo cerca de 4,9 m. Viveu numa área que ia do Canadá até o Novo México num período que vai de cerca de 4,6 milhões a 17 mil anos atrás (Pleistoceno Superior). Era, portanto, ligeiramente maior que seus primos europeus (o Mamute-lanoso), o mamute-da-estepe e muitos outros. Como o clima em que vivia, na região central e sudoeste da América do Norte, era então mais ameno do que o da Eurásia, presume-se que esta espécie não possuísse tantos pêlos quanto seus parentes. Conviveu com o mamute-de-Jefferson (Mammuthus jeffersonii) e com o mamute-columbiano (Mammuthus columbi). Este último é bastante confundido com o mamute-imperial, em razão do tamanho similar e período fóssil. A forma primária de distinção entre ambos é que as presas de marfim do imperador se curvavam até ultrapassar a altura do animal, o que não ocorria com o M. columbi.
O M. imperator foi primeiramente descrito como espécie fóssil de Elephas por Joseph Leidy em 1858.
Excelentes fósseis desta espécie foram encontrados em La Brea, em Los Angeles.